# رانجية
الرانجية (الاسم العلمي:Rangea) هي أحفورة من العصر الإدياكاري سعفية الشكل مع ستة أضعاف التناظر الشعاعي. وهي جنس نمطي|الجنس النمطي لرانجيات الشكل.

## الأنواع
تم وصف ستة أنواع من الرانجية ولكن فقط النوع النمطي الرانجية الشنايدروهنية يعتبر مقبولاً:
- الرانجية الشنايدروهنية
- الرانجية الشجرية (وهي مرادف للشارنية القرصية الشجرية)
- الرانجية الكبيرة (وهي مرادف للشارنية الماسونية والغلاسنرينة الكبيرة)
- الرانجية الطويلة (وهي مرادف للشارنية القرصية الطويلة)
- الرانجية السيبيرية (وهي مرادف للشارنية الماسونية والشارنية السيبيرية)

تم العثور على أحافير الرانجية الشنايدروهنية في أجزاء كانيس وكليفووك من تشكيل دابس وفي جزء نيدرهاجين من تشكيل نودوس في ناميبيا. يعود تاريخ هذه الرواسب إلى ما قبل حوالي 548 مليون سنة. أيضا، تم الإبلاغ عن أحافير للرانجية في رواسب إدياكارية من منطقة أرخانجيلسك في روسيا و في أستراليا. يقدر عمر هذه الأحافير بحوالي 558-555 مليون سنة.
يبدو أن الرانجية كانت تعيش ملتصقة بقاع البحر.